# East 181st Avenue megállóhely
East 181st Avenue megállóhely a Metropolitan Area Express kék vonalának, valamint a TriMet autóbuszainak megállója az Oregon állambeli Greshamben.
A megálló a keleti Burnside utca és az északkeleti/délkeleti 181. sugárút kereszteződésében található, a peronok a keresztutca két oldalán helyezkednek el, közelében pedig egy P+R parkoló található.
A megálló a megnyitástól 2012 szeptemberéig, a zónarendszer felszámolásáig a hármas tarifazónába tartozott.

## Autóbuszok
- 25 – Glisan/Rockwood (Gateway Transit Center◄►E 181st Ave)[3]
- 87 – Airport Way/181st Ave (Gateway Transit Center◄►Powell Street)[4]

| Előző állomás                                     |  | Metropolitan Area Express |  | Következő állomás                                |
| ------------------------------------------------- |  | ------------------------- |  | ------------------------------------------------ |
| E 172nd Avetovább Hatfield Government Center felé |  | Kék vonal                 |  | Rockwood/E 188th Avetovább Cleveland Avenue felé |

## Fordítás
- Ez a szócikk részben vagy egészben  az   E 181st Ave MAX Station című angol Wikipédia-szócikk ezen változatának fordításán alapul.  Az eredeti cikk szerkesztőit annak laptörténete sorolja fel. Ez a jelzés csupán a megfogalmazás eredetét és a szerzői jogokat jelzi, nem szolgál a cikkben szereplő információk forrásmegjelöléseként.